# Schienenverkehr in Kenia

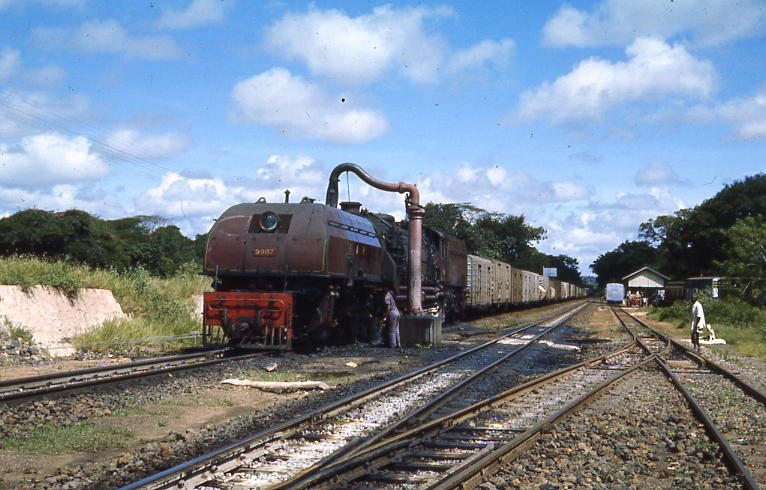
Garratt-Lokomotive 5907 Mount Kinangop mit einem Güterzug im Bahnhof Kibwezi der Meterspurstrecke zwischen Mombasa und Nairobi

Der Schienenverkehr in Kenia beschränkte sich zuletzt überwiegend auf den kenianischen Abschnitt der Uganda-Bahn von Mombasa über Nairobi zur ugandischen Grenze. Außer dem grenzüberschreitenden Verkehr nach Uganda gibt es eine weitere grenzüberschreitende Strecke nach Tansania, auf der aber heute kein Verkehr mehr durchgeführt wird. Seit Mai 2017 verkehren Züge auf der Neubaustrecke Mombasa–Nairobi.

## Geschichte
Ein erster Eisenbahnbau erfolgte 1888 durch die Imperial British East Africa Company. Sie versuchte, das Umland des Hafens Kilindini (heute: Stadtgebiet von Mombasa) mit einer Schmalspurbahn der Spurweite 610 mm zu erschließen, die den Namen Central Africa Railway erhielt. Die Bahn erwies sich als wirtschaftlicher Fehlschlag, Personenverkehr fand dort nie statt. Ob Güterverkehr stattfand, ist unklar. Die Eisenbahninfrastruktur wurde später großteils für die Hafenbahn von Mombasa genutzt.
Am 14. August 1896 verabschiedete das britische Parlament die gesetzliche und finanzielle Grundlage für den Bahnbau vom Indischen Ozean an den Victoriasee, der noch im gleichen Jahr begann. Die Strecke wurde in Meterspur errichtet. Vorbild waren indische Bahnen, woher auch ein Teil des ursprünglichen Materials stammte. Am 1. Oktober 1903 wurde die Zuständigkeit für die Uganda Railway (UR) der Verwaltung der Kolonie übertragen. In dieser Zeit entstand auch eine Trambahn in Mombasa, die 1907 vom Staat übernommen wurde.

Am 26. Februar 1926 wurde die Betreiberin der Uganda-Bahn in Kenya and Uganda Railways (KUR) umbenannt, 1927 in Kenya and Uganda Railway and Harbours (KUR&H).

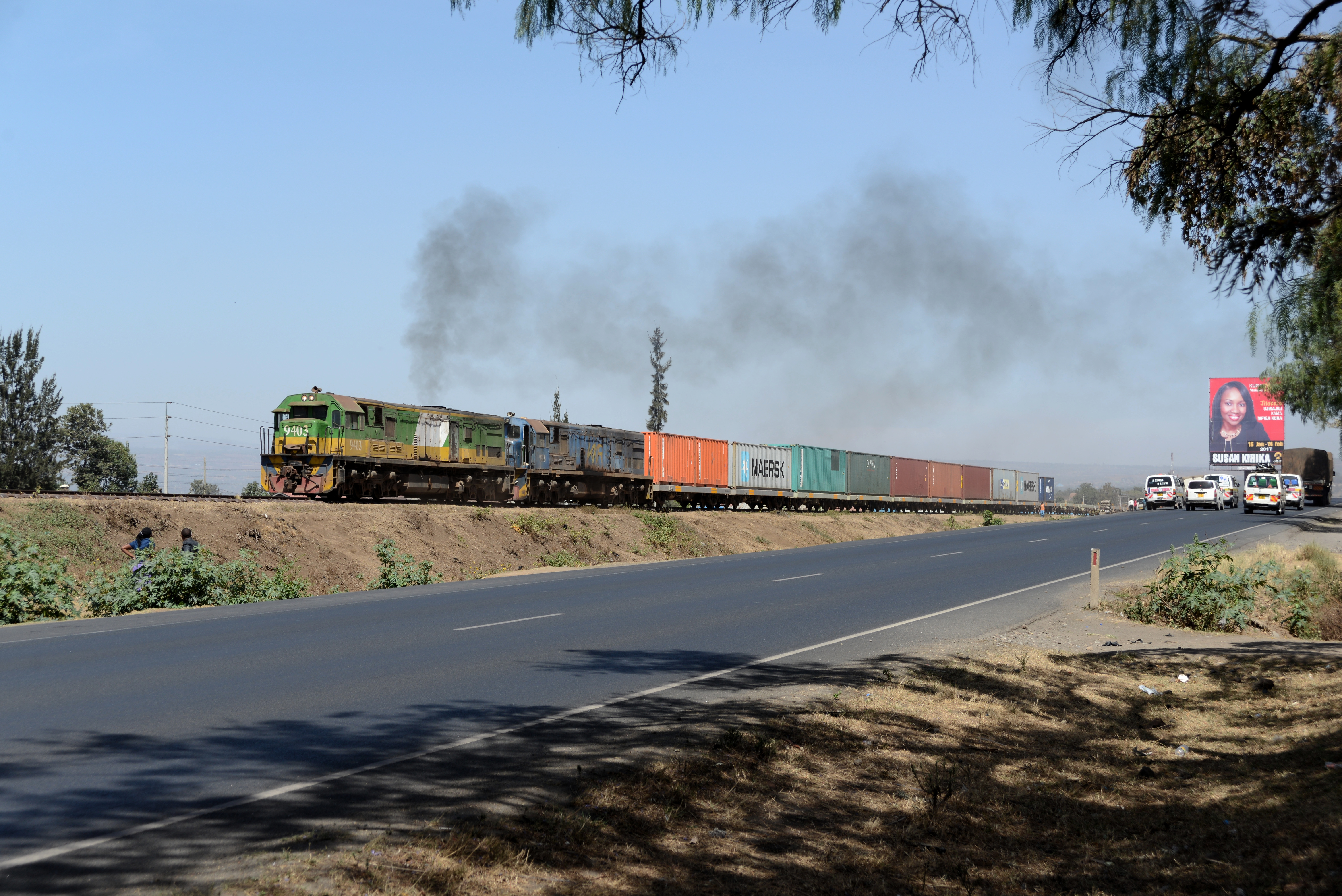
Lok 9403 und 9318 mit einem Güterzug bei Nakuru

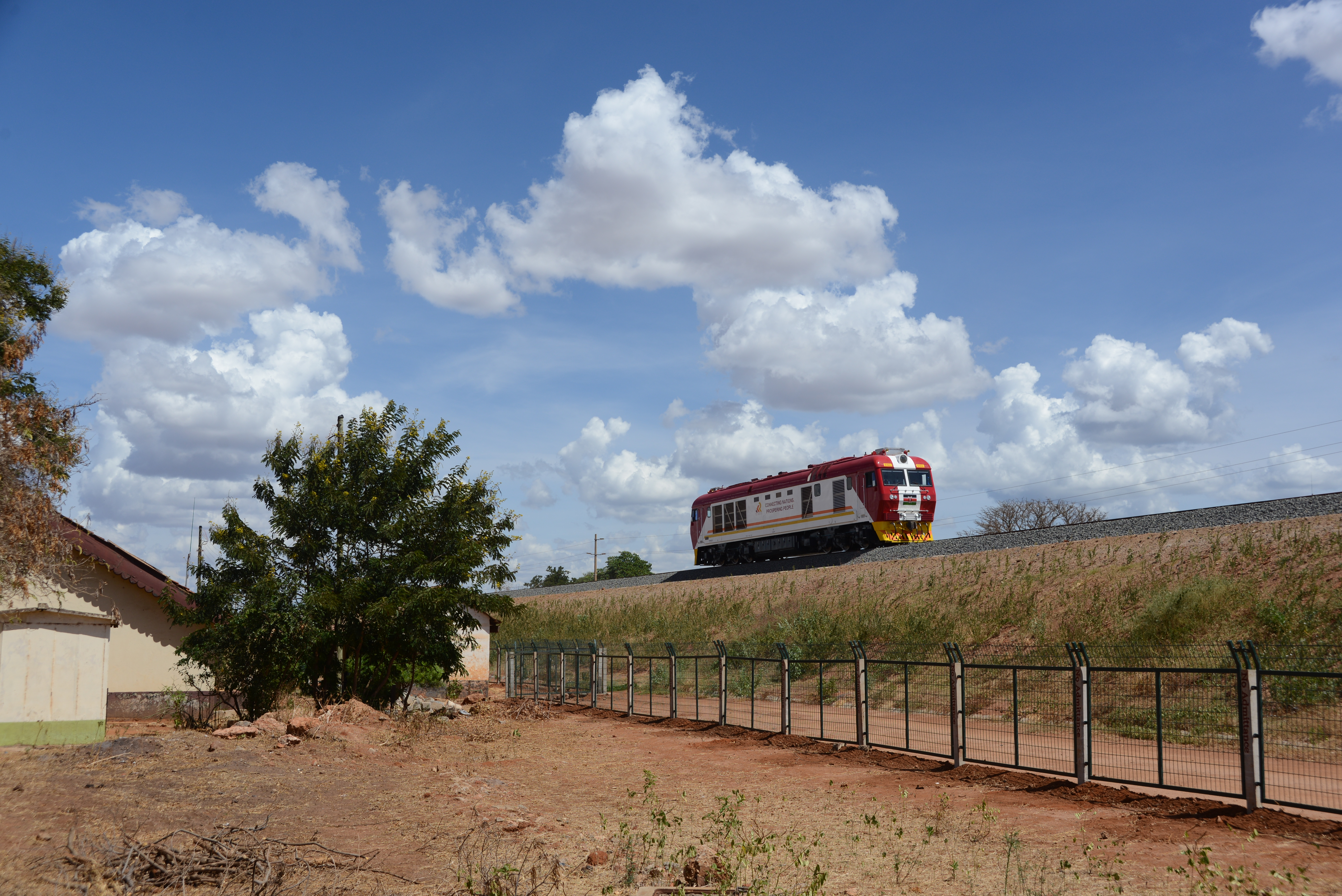
Regelspur-Lok 5102 am 24. März 2017 auf Probefahrt bei Makindu

Am 1. Mai 1948 wurden die Kenya and Uganda Railway and Harbours und die Tanganyika Railway and Port Services zur East African Railways and Harbours Administration (EAR & H) verschmolzen und nach der Unabhängigkeit des Landes 1963 im Jahr 1969 in East African Railways (EAR) umbenannt. Nachdem die Zoll- und Wirtschaftsunion zwischen Kenia und Tansania 1977 aufgrund der stark voneinander abweichenden politischen und wirtschaftlichen Systeme zerbrach, wurde der Teil der gemeinsamen Eisenbahn, der sich auf kenianischem Staatsgebiet befand, in Kenya Railways Cooperation (KR) umbenannt.
Ab 2002 wurden Vorbereitungen getroffen, die KR zu privatisieren. Dies geschah letztendlich zum 1. November 2006, als der Betrieb an einen südafrikanischen Betreiber, die Rift Valley Railways Company Ltd. (RVR), überging. Aufgrund unzureichender Investitionen und nicht eingehaltener Zusagen zur Streckensanierung wurde der Vertrag mit Rift Valley Railways Company am 31. Juli 2017 gekündigt, seitdem ist der Betreiber der kenianischen Meterspur wieder Kenya Railways Cooperation (KR).
Am 27. Oktober 2008 beschlossen die Staatspräsidenten von Kenia und Uganda, Mwai Kibaki und Yoweri Museveni, eine gemeinsame ministerielle Kommission, die untersuchen sollte, ob der Bau einer normalspurigen Eisenbahnverbindung vom Hafen Mombasa nach Uganda, Ruanda, Burundi, in die Demokratische Republik Kongo und den Sudan (heute: Südsudan) möglich ist. Der von chinesischen Firmen (Konsortium unter Führung der China Road and Bridge Corporation) ausgeführte und zu 90 % von der Export-Import Bank of China finanzierte Bau des Teilabschnitts von Mombasa nach Nairobi ging Ende Mai 2017 in Betrieb, ursprünglich war die Fertigstellung des Abschnittes bis zur Grenze nach Uganda bis zum 2021 vorgesehen. Am 16. Oktober 2019 wurde der erste, 120 Kilometer lange Abschnitt nach Naivasha eröffnet. Der Abschnitt von Naivasha bis zur Grenze nach Uganda konnte aufgrund einer fehlenden Finanzierungszusage aus China nicht mehr umgesetzt werden. Im Jahr 2024 erfolgte für einen Teilbetrag die Finanzierungszusage einer chinesischen Bank, so dass die Vorplanungen wieder aufgenommen wurden.

## Strecken
Die längste Strecke des Landes ist die Uganda-Bahn, die Kenia mit 1089 km quert, siehe dazu: Uganda-Bahn.
Von dieser Strecke gehen Nebenstrecken ab, siehe dazu: Uganda-Bahn#Zweigstrecken.

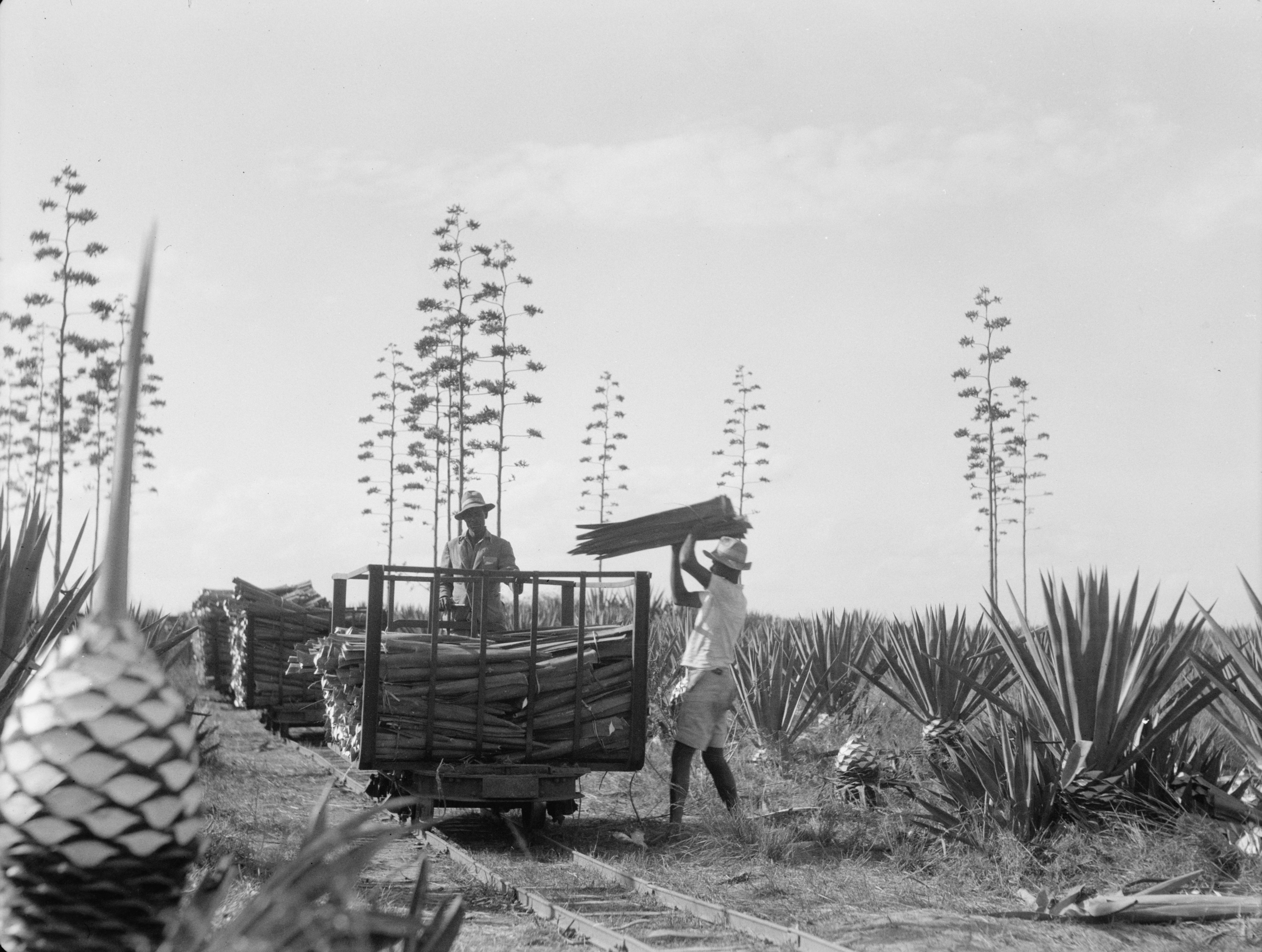
Feldbahn auf einer kenianischen Sisalplantage

Neben dem Staatsbahnsystem bestanden eine Reihe privater Schmalspurbahnen in der Spurweite 610 mm, die überwiegend dem Werksverkehr von Zuckerrohr- und Sisalplantagen dienten. Von diesen Netzen ist heute keines mehr in Betrieb.
Zwischen 2013 und 2017 entstand eine neue Normalspurstrecke zwischen der Hafenstadt Mombasa und der Hauptstadt Nairobi im Landesinneren; seit 2019 besteht die Verlängerung nach Naivasha. Geplant ist, die Strecke weiter nach Westen bis Kampala in Uganda zu verlängern. Von dort gibt es Pläne für weitere Strecken nach Norden bis nach Juba im Südsudan und nach Süden über Kigali (Ruanda) bis nach Bujumbura in Burundi.
Im August 2020 wurde eine stillgelegte Meterspurbahn von Nairobi nach Nanyuki ertüchtigt und wieder ausgebaut, die 240 Kilometer lange, nicht elektrifizierte, Strecke wird hauptsächlich für den Güterverkehr genutzt. Weitere Reaktivierungen sind in Durchführung für die 78 Kilometer lange Meterspurstrecke von Gilgil nach Nyahururu, die Meterspurstrecken von Longonot nach Malaba und Nakuru nach Kisumu und die 127 km lange Strecke von Voi nach Taita Taveta.

## Betrieb

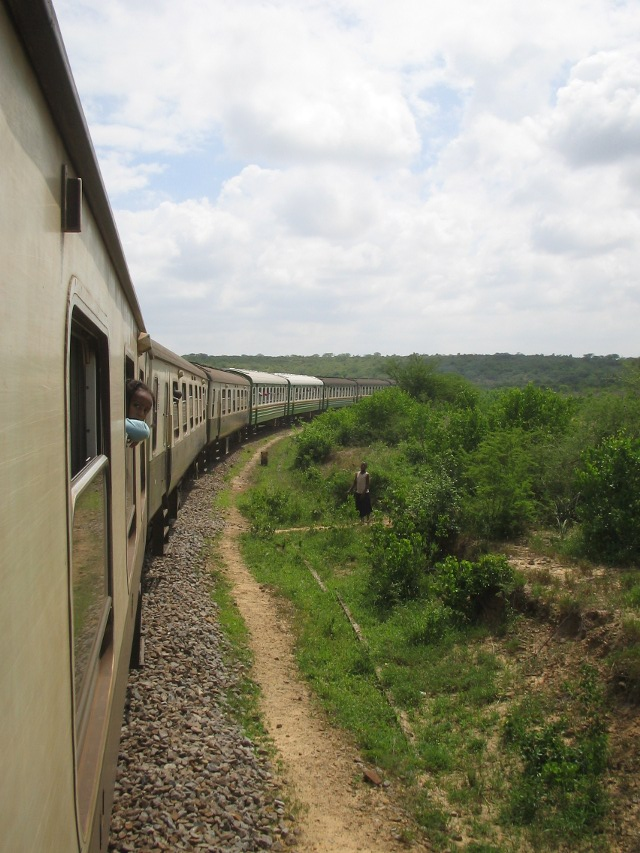
Zug Nairobi–Mombasa unterwegs auf der Uganda-Bahn

Regulärer Personenverkehr bestand im Jahr 2010 dreimal wöchentlich zwischen Kisumu und Nairobi sowie zwischen Nairobi und Mombasa. Bis etwa 1997 wurden von Reiseveranstaltern Fahrten zwischen Mombasa und Nairobi angeboten. Dieses Angebot wurde aufgrund von Sicherheitsbedenken eingestellt. Betriebssicherheit und die Sicherheit für Reisende waren nicht optimal, die Fahrtgeschwindigkeit gering, Entgleisungen häufig. 1993 kam es zu einem Eisenbahnunglück, als nach starken Regenfällen eine Brücke fortgespült wurde. 114 Personen kamen ums Leben. 1999 gab es 32 Tote, als ein Personenzug beim Tsavo-Nationalpark durch Bremsversagen entgleiste. 2000 gab es 13 Tote, als wiederum bei einem Zug die Bremsen versagten. Im gleichen Jahr kam es zur Explosion eines Güterzugs, der Benzin transportierte, wobei 25 Menschen verbrannten.
Seit Juni 2017 verkehren täglich Personenzüge auf der Normalspurstrecke zwischen Mombasa und Nairobi. Auf der parallelen Meterspurstrecke verkehren seit Ende April 2017 keine Personenzüge mehr.